# 岸本鷹幸
岸本 鷹幸（きしもと たかゆき、1990年5月6日 - ）は、青森県むつ市出身の陸上競技選手。専門は400mハードルで、自己ベストは日本歴代5位の48秒41。同種目における2012年ロンドンオリンピック日本代表、2011年大邱世界選手権と2013年モスクワ世界選手権のセミファイナリストである。

## 経歴
青森県むつ市出身。むつ市立大平中学校、青森県立大湊高等学校、法政大学卒業。富士通所属。

### 高校生時代まで
- 中学時代は110mハードルの選手だったが、3年の春に故障をしたため目立った成績は残せなかった[1]。
- 高校から400mハードルを始め、2年時にインターハイに初出場を果たすと、国体少年Aで2位、日本ユース選手権では初の全国タイトルを獲得した。
- 高校3年時にはインターハイ400mハードルを初制覇すると、国体少年Aを高校歴代4位（当時）の記録となる50秒17で制し、日本ジュニア選手権も制して400mハードル高校3冠を達成した。

### 大学生時代

#### 2009年
- 4月、400mハードル日本歴代4位の記録を持つ苅部俊二が指導する法政大学へ進学。
- 10月、日本ジュニア選手権400mハードルで自身初の49秒台となる49秒86を記録して連覇を達成した。

#### 2011年
- 5月、静岡国際400mハードルで49秒27をマークし、世界選手権の参加A標準を突破した[2]。
- 6月、日本選手権400mハードルでは3度目の出場で初の決勝進出を果たした。決勝では再び世界選手権の参加A標準突破となる49秒28を記録して初優勝を果たしたが、大会終了後に左脚太腿の肉離れが判明した。これにより、7月のアジア選手権と8月のユニバーシアードと世界選手権は左脚太腿にテーピングを巻いての出場となった[3]。
- 7月、神戸で開催されたアジア選手権に初出場。左脚太腿が気になりながらも決勝まで進出したが、決勝ではフライングをして失格となった[4][5]。
- 8月、深圳（中国）で開催されたユニバーシアード400mハードルに出場。準決勝を全体1位の49秒53で通過したが、決勝は2011年全米選手権400mハードル王者のジェシュア・アンダーソン（英語版）に0秒49差で敗れ、銀メダル獲得に終わった。
- 8月、大邱（韓国）で開催された世界選手権400mハードルに初出場を果たした。予選は49秒51の組5着で、着順での通過ではなくタイムで拾われて準決勝に進出した。準決勝で敗退したが、第1回大会から続いている同種目の日本選手連続予選突破記録を途切れさせずに済んだ。
- 12月、日本陸連アスレティック・アワード2011の新人賞を受賞[6]。

#### 2012年
- 5月、静岡国際400mハードルでそれまでの自己ベストを0秒39更新する48秒88をマークし、オリンピックの参加A標準突破と共に日本歴代10位（当時）のタイムで優勝した[7][8]。日本人の48秒台は2009年10月の国体で成迫健児が記録して以来だった。
- 6月、日本選手権400mハードル決勝で日本歴代5位の記録となる48秒41を記録し、オリンピックの参加A標準突破で2連覇を達成した。
- 8月、ロンドン（イギリス）で開催されたオリンピック400mハードルに初出場を果たした。大会前の世界ランキングは5位で、オリンピック400mハードルにおける日本人初の決勝進出も期待されたが、大会前に左脚太腿の肉離れを起こした影響で体調は万全ではなかった。レースにはテーピングを厚く巻いて出場したが、1台目のハードルを倒してしまい、最後は足を引きずりながら組最下位でゴールしたものの途中で違反があったとして失格となった[9]。

### 社会人時代

#### 2013年
- 4月、富士通に入社。
- 6月、日本選手権400mハードルに出場。大会前までの今季自己ベストは世界選手権の参加B標準（49秒60）にも届かない49秒73だったが、準決勝で参加B標準突破の49秒49を記録すると、決勝では参加A標準突破となる49秒40を記録して3連覇を達成した[10]。
- 8月、モスクワ（ロシア）で開催された世界選手権400mハードルに2大会連続の出場を果たした。予選は49秒96の組3着に入って着順で準決勝進出を決めたが、準決勝ではハードルを正しく越えなかったとしてオリンピック同様失格となった[11]。

#### 2014年
- 6月、1月に右脚太ももを負傷した影響で出場も危ぶまれていた日本選手権400mハードルだったが、調整が間に合い4連覇を達成した[12]。
- 9月-10月、仁川（韓国）で開催されたアジア大会400mハードルに初出場を果たした。予選は50秒27着の組3着に入り、着順ではなくタイムで拾われて通過した。迎えた決勝は49秒81を記録するも、2013年アジア選手権400mと2014年世界ジュニア選手権400mハードルで銀メダルを獲得しているバーレーンのアリ・カミスに0秒10差で敗れ、銀メダル獲得に終わった。

#### 2015年
- 6月、坐骨腱炎のため練習ができず、日本選手権400mハードルはぶっつけ本番（直前の新潟実業団選手権で400mは走っていた）で挑んだが、2位に終わって5連覇を逃した[13][14]。
- 7月、北京世界選手権日本代表に追加選出されるために、日中韓三カ国交流陸上とトワイライト・ゲームスの400mハードルに出場して世界選手権の参加標準記録（49秒50）突破を目指した。日中韓三カ国交流陸上では参加標準記録に届かなかったが、トワイライト・ゲームスでは北京世界選手権と2016年リオデジャネイロオリンピックの参加標準記録（49秒40）突破となる49秒17を記録し、世界選手権の日本代表に追加選出された。
- 8月、北京で開催された世界選手権400mハードルに3大会連続となる出場を果たすも予選で敗退し、3大会連続の準決勝進出はならなかった。

#### 2016年
- 5月、年明けにアキレス腱を痛めた影響でシーズン初戦となった東日本実業団400mハードルは50秒03で4位に入った[13][15]。
- 6月24日、日本選手権400mハードル予選に出場するも、2週間前に右ハムストリングスを肉離れした影響で途中棄権に終わった[16]。

#### 2017年
- 6月23日、日本選手権400mハードル予選に出場予定だったが、レース前のウォーミングアップでトラブルが起きたため棄権した[17]。

## 人物・エピソード
- 自然豊かな青森県のむつ市に生まれる。夏は海水浴、冬はスキー、山に行っては木から木へ飛び移って遊ぶ子供時代を送った[18][19]。
- 陸上は母親の勧めもあり、小学4年の時に陸上部に入って始める[18]。ハードルは中学の時に陸上部顧問の先生から「跳んでみて」と言われたのがきっかけで始める。高校1年時にインターハイ県大会に無理やり出されたのがきっかけで400mハードルを始めるが、400m系の練習をしていなかった中で出した当時の記録は64秒だったという[1]。
- 中学3年の時に出場した恐山駅伝では区間新記録を出したという[1]。また、高校3年時の青森県高等学校総合体育大会では走幅跳で6m91（+1.7）を記録して優勝している[20]。

## 自己ベスト
| 種目         | 記録   | 年月日       | 場所   | 備考        |
| ------------ | ------ | ------------ | ------ | ----------- |
| 400mハードル | 48秒41 | 2012年6月9日 | 大阪市 | 日本歴代5位 |

## 主な成績
- 備考欄の記録は当時のもの

### 国際大会
| 年          | 大会                      | 場所       | 種目  | 結果   | 記録   | 備考               |
| ----------- | ------------------------- | ---------- | ----- | ------ | ------ | ------------------ |
| 2011（大3） | アジア選手権              | 神戸       | 400mH | 決勝   | DQ     | 予選2組1着：50秒50 |
| 2011（大3） | ユニバーシアード (en)     | 深圳       | 400mH | 2位    | 49秒52 |                    |
| 2011（大3） | 世界選手権                | 大邱       | 400mH | 準決勝 | 50秒05 | 全体20位           |
| 2012（大4） | オリンピック              | ロンドン   | 400mH | 予選   | DQ     |                    |
| 2013（社1） | 世界選手権                | モスクワ   | 400mH | 準決勝 | DQ     | 予選2組3着：49秒96 |
| 2014（社2） | コンチネンタルカップ (en) | マラケシュ | 400mH | 6位    | 49秒78 | アジア・太平洋代表 |
| 2014（社2） | アジア大会                | 仁川       | 400mH | 2位    | 49秒81 |                    |
| 2015（社3） | 日中韓三カ国交流陸上      | 札幌       | 400mH | 優勝   | 50秒06 |                    |
| 2015（社3） | 世界選手権                | 北京       | 400mH | 予選   | 49秒78 | 全体30位           |
| 2018        | アジア大会                | ジャカルタ | 400mH | 予選   | 50秒95 |                    |

### 日本選手権
- 4x400mRは日本選手権リレーの成績

| 年          | 大会    | 場所     | 種目    | 結果 | 記録             | 備考        |
| ----------- | ------- | -------- | ------- | ---- | ---------------- | ----------- |
| 2009（大1） | 第93回  | 広島市   | 400mH   | 予選 | 52秒08           |             |
| 2009（大1） | 第93回  | 横浜市   | 4x400mR | 予選 | 3分12秒11 (3走)  |             |
| 2010（大2） | 第94回  | 丸亀市   | 400mH   | 予選 | 51秒39           |             |
| 2010（大2） | 第94回  | 横浜市   | 4x400mR | 予選 | DQ（3走）        |             |
| 2011（大3） | 第95回  | 熊谷市   | 400mH   | 優勝 | 49秒28           |             |
| 2011（大3） | 第95回  | 横浜市   | 4x400mR | 予選 | 3分11秒41（1走） | 決勝進出    |
| 2012（大4） | 第96回  | 大阪市   | 400mH   | 優勝 | 48秒41           | 日本歴代5位 |
| 2013（社1） | 第97回  | 調布市   | 400mH   | 優勝 | 49秒08           |             |
| 2014（社2） | 第98回  | 福島市   | 400mH   | 優勝 | 49秒49           |             |
| 2015（社3） | 第99回  | 新潟市   | 400mH   | 2位  | 49秒81           |             |
| 2016（社4） | 第100回 | 名古屋市 | 400mH   | 予選 | DNF              |             |
| 2017（社5） | 第101回 | 大阪市   | 400mH   | -    | DNS              |             |
| 2018（社6） | 第102回 | 山口市   | 400mH   | 優勝 | 49秒30           |             |

### その他
- 主要大会を記載

| 年          | 大会                     | 場所   | 種目    | 結果   | 記録             | 備考                         |
| ----------- | ------------------------ | ------ | ------- | ------ | ---------------- | ---------------------------- |
| 2007（高2） | インターハイ             | 佐賀市 | 400mH   | 準決勝 | 53秒51           |                              |
| 2007（高2） | 国民体育大会             | 秋田市 | 400mH   | 2位    | 51秒67           |                              |
| 2007（高2） | 日本ユース選手権         | 大分市 | 400mH   | 優勝   | 52秒40           |                              |
| 2008（高3） | インターハイ             | 熊谷市 | 400mH   | 優勝   | 50秒64           |                              |
| 2008（高3） | 国民体育大会             | 大分市 | 400mH   | 優勝   | 50秒17           | 高校歴代4位                  |
| 2008（高3） | 日本ジュニア選手権       | 鳥取市 | 400mH   | 優勝   | 51秒13           |                              |
| 2009（大1） | 関東インカレ（1部）      | 東京都 | 400mH   | 3位    | 50秒86           |                              |
| 2009（大1） | 関東インカレ（1部）      | 東京都 | 4x400mR | 4位    | 3分07秒08（3走） |                              |
| 2009（大1） | 日本学生個人選手権       | 平塚市 | 400mH   | 2位    | 50秒98           |                              |
| 2009（大1） | 日本インカレ             | 東京都 | 400mH   | 8位    | 51秒52           |                              |
| 2009（大1） | 国民体育大会             | 新潟市 | 400mH   | 予選   | 51秒02           |                              |
| 2009（大1） | 日本ジュニア選手権       | 甲府市 | 400mH   | 優勝   | 49秒86           | 大会記録 ジュニア日本歴代4位 |
| 2010（大2） | 静岡国際                 | 袋井市 | 400mH   | 決勝   | 50秒86           |                              |
| 2010（大2） | 国際グランプリ大阪       | 大阪市 | 400mH   | 6位    | 49秒95           |                              |
| 2010（大2） | 関東インカレ（1部）      | 東京都 | 400mH   | 優勝   | 50秒89           |                              |
| 2010（大2） | 関東インカレ（1部）      | 東京都 | 4x400mR | 5位    | 3分12秒58（2走） |                              |
| 2010（大2） | 日本学生個人選手権       | 平塚市 | 400mH   | 優勝   | 50秒44           | 大会記録                     |
| 2010（大2） | 日本インカレ             | 東京都 | 400mH   | 2位    | 49秒77           |                              |
| 2010（大2） | 日本インカレ             | 東京都 | 4x400mR | 予選   | 3分11秒57（3走） |                              |
| 2010（大2） | スーパー陸上             | 川崎市 | 400mH   | 3位    | 50秒59           |                              |
| 2010（大2） | 国民体育大会             | 千葉市 | 400mH   | 6位    | 50秒06           |                              |
| 2011（大3） | 静岡国際                 | 袋井市 | 400mH   | 2位    | 49秒27           |                              |
| 2011（大3） | 関東インカレ（1部）      | 東京都 | 400mH   | 優勝   | 50秒09           |                              |
| 2011（大3） | 関東インカレ（1部）      | 東京都 | 4x400mR | 6位    | 3分15秒14（4走） |                              |
| 2011（大3） | 日本インカレ             | 東京都 | 400mH   | 優勝   | 49秒82           |                              |
| 2011（大3） | 日本インカレ             | 東京都 | 4x400mR | 予選   | 3分08秒37（4走） |                              |
| 2011（大3） | 国民体育大会             | 山口市 | 400mH   | 優勝   | 49秒64           |                              |
| 2012（大4） | 静岡国際                 | 袋井市 | 400mH   | 優勝   | 48秒88           | 日本歴代10位                 |
| 2012（大4） | ゴールデングランプリ川崎 | 川崎市 | 400mH   | 優勝   | 49秒31           |                              |
| 2012（大4） | 関東インカレ（1部）      | 東京都 | 400mH   | 優勝   | 49秒13           |                              |
| 2012（大4） | 関東インカレ（1部）      | 東京都 | 4x400mR | 2位    | 3分09秒06 (4走)  |                              |
| 2013（社1） | 静岡国際                 | 袋井市 | 400mH   | 5位    | 49秒73           |                              |
| 2013（社1） | ゴールデングランプリ東京 | 東京都 | 400mH   | 5位    | 49秒92           |                              |
| 2013（社1） | 東日本実業団選手権       | 那珂市 | 400mH   | 2位    | 50秒93           |                              |
| 2013（社1） | 全日本実業団選手権       | 熊谷市 | 400mH   | 2位    | 49秒95           |                              |
| 2013（社1） | 全日本実業団選手権       | 熊谷市 | 4x400mR | 優勝   | 3分09秒56（3走） |                              |
| 2013（社1） | 国民体育大会             | 調布市 | 400mH   | 優勝   | 49秒49           |                              |
| 2014（社2） | 静岡国際                 | 袋井市 | 400mH   | 優勝   | 49秒75           |                              |
| 2014（社2） | ゴールデングランプリ東京 | 東京都 | 400mH   | 4位    | 49秒81           |                              |
| 2014（社2） | 東日本実業団選手権       | 福島市 | 400mH   | 優勝   | 49秒59           |                              |
| 2015（社3） | 全日本実業団選手権       | 岐阜市 | 400mH   | 2位    | 49秒74           |                              |
| 2015（社3） | 全日本実業団選手権       | 岐阜市 | 4x400mR | 予選   | 3分15秒47（3走） | 決勝進出                     |
| 2016（社4） | 東日本実業団選手権       | 熊谷市 | 400mH   | 4位    | 50秒03           |                              |
| 2016（社4） | 全日本実業団選手権       | 大阪市 | 400mH   | 3位    | 49秒89           |                              |
| 2016（社4） | 全日本実業団選手権       | 大阪市 | 4x400mR | 3位    | 3分12秒15（4走） |                              |
| 2016（社4） | 国民体育大会             | 北上市 | 400mH   | 優勝   | 49秒99           |                              |
| 2017（社5） | 静岡国際                 | 袋井市 | 400mH   | 優勝   | 49秒93           |                              |
| 2017（社5） | ゴールデングランプリ川崎 | 川崎市 | 400mH   | 7位    | 50秒38           |                              |
| 2017（社5） | 全日本実業団選手権       | 大阪市 | 400mH   | 2位    | 49秒47           |                              |
| 2017（社5） | 全日本実業団選手権       | 大阪市 | 4x100mR | 4位    | 39秒93（4走）    |                              |
| 2017（社5） | 全日本実業団選手権       | 大阪市 | 4x400mR | 予選   | 3分33秒37（4走） |                              |
| 2017（社5） | 国民体育大会             | 松山市 | 400mH   | 優勝   | 49秒39           |                              |
| 2018（社6） | 静岡国際                 | 袋井市 | 400mH   | 2位    | 49秒33           |                              |
| 2018（社6） | ゴールデングランプリ大阪 | 大阪市 | 400mH   | 2位    | 49秒36           |                              |